# ブタクロール
ブタクロール（英: Butachlor）は、酸アミド系除草剤の一種である。

## 用途
アメリカのモンサント社が開発した除草剤で、水田のノビエ、マツバイ、ホタルイなどに適用される。日本では1973年5月15日に農薬登録を受けたが1997年2月9日に一度登録を失効した。その後1998年12月22日に新たな製剤が登録された。商品名に「マーシェット」などがある。。原体輸入量は、平成20農薬年度（平成19年10月～平成20年9月）143トン、平成21農薬年度174トン、平成22農薬年度127トンであった。作用機序は、超長鎖脂肪酸の合成阻害によるものである。

## 製造
クロロアセチルクロリドとアゾメチンを、2,6-ジエチルアニリンとホルムアルデヒドと反応させ、n-ブタノールで処理することにより得られる。